# NGC 5228
NGC 5228 (również PGC 47837 lub UGC 8556) – galaktyka eliptyczna (E-S0), znajdująca się w gwiazdozbiorze Psów Gończych. Odkrył ją William Herschel 1 maja 1785 roku. Jest to galaktyka z aktywnym jądrem typu LINER.